# Druckerzeugnis
Als Druckerzeugnisse, Druckmedien oder Printmedien werden klassische gedruckte Informationsquellen wie Zeitschriften, Zeitungen, Bücher, Kataloge, Broschüren, geografische Karten und Pläne, aber auch Briefmarken und Geldscheine, Postkarten, Kalender, Poster, Plakate, Flugblätter, Flugschriften usw. bezeichnet. Besonders vielfältig und schwierig zu überschauen ist die Gruppe der Werbung und der grauen Literatur sowie der Publikationen außerhalb des Buch- und Zeitschriftenmarktes, z. B. die Hochschulschriften.
Im Bibliothekswesen werden Druckerzeugnisse auch Druckschriften genannt, in Abgrenzung zu Handschriften.

## Druckverfahren
Druckerzeugnisse werden fast immer auf Papier hergestellt, wobei die Drucktechnologie im schnellen Wandel ist und die digitale Drucktechnik immer mehr und öfter vorkommt – zum Beispiel beim Print-on-Demand bzw. Book-on-Demand. Die meisten Druckerzeugnisse werden zu Beginn des dritten Jahrtausends mit Druckfarben und auf Druckmaschinen hergestellt, heute meist im Offsetdruckverfahren. Im Bereich der oben genannten „grauen Medien“ ist jedoch nach wie vor die Xerokopie (so benannt nach der Firma Xerox, und heute meist als Fotokopie bezeichnet) von großer Bedeutung. Ältere Verfahren wie zum Beispiel der Siebdruck haben noch immer ihre Bedeutung, sind aber rückläufig.

## Rechtliche Aspekte
Das Presserecht ist in den Landesgesetzen der einzelnen Bundesländer geregelt. Rechtlich ist jede Publikation (eines Mediums) bereits eine Veröffentlichung, also auch ein Prospekt, ein Plakat, ein Flugblatt oder ein einzelner Zettel am Schwarzen Brett in der Uni-Mensa, ein Konzert oder Theateraufführung, ein Vortrag oder gar ein Solo in der Fußgängerzone. Ein Werk gilt als veröffentlicht, wenn es mit Zustimmung des Berechtigten der Allgemeinheit zugänglich gemacht ist. Dies ist dann gegeben, wenn es für eine Mehrzahl von Personen öffentlich wird, die nicht in einer persönlichen Beziehung zum Urheber oder untereinander in Verbindung stehen. Für jede Veröffentlichung in Druckform muss es daher einen Verantwortlichen geben; dies ist bei Zeitschriften und Zeitungen üblicherweise der Chefredakteur, bei Plakaten und Flugblättern (sog. Flyer) haftet derjenige, welcher als verantwortlich im Sinne des Presserechts (V. i. S. d. P.) angegeben ist.
Sowohl Chefredakteure als auch Verantwortliche im Sinne des Presserechts haften zivilrechtlich mit ihrem Privatvermögen und persönlich strafrechtlich, falls durch die Veröffentlichung eine Straftat begangen wird, und/oder die Schutzrechte anderer Personen verletzt werden. Unter Schutzrecht wurde hier bisher der Schutz der Person und der persönlichen Ehre (vgl. den Begriff der Menschenwürde im deutschen Grundgesetz) verstanden; ob diese Regelung auch auf Urheberrechts-Verletzungen zutrifft, ist derzeit (Okt. 2004) noch strittig.
Personen, die sich von einer falschen Darstellung (Tatsachenbehauptung) in einem Artikel angegriffen oder benachteiligt fühlen, haben grundsätzlich in Druckerzeugnissen das Recht auf eine Gegendarstellung. Hierbei müssen jedoch eine Reihe von Kriterien beachtet werden, die genaue Darstellung im Artikel Gegendarstellung.
Die Impressumspflicht schreibt das Presseordnungsrecht vor. In jeder periodischen Druckschrift muss ein Impressum veröffentlicht werden. Sinn und Zweck eines Impressums ist es, dass Behörden, Leser und Anzeigenkunden unter anderem feststellen können, aus welchem Verlagshaus die Publikation stammt und vor allem wer für den Inhalt, wer für welchen Teil der Publikation, presserechtlich verantwortlich ist. Ein Impressum muss die sogenannten Herkunftsangaben, also die Verlagsadresse, die Geschäftsadresse und den Namen des Verantwortlichen, sowie den Namen und die Adresse der Druckerei beinhalten. Die Druckereiadresse ist wichtig, um bei einstweiligen Verfügungen den Druck oder die Auslieferung stoppen zu können. Ebenfalls müssen hier die Namen der Ressortleiter und Anzeigenleiter veröffentlicht werden. So können Betroffene von Streitfällen, zivilrechtlich oder strafrechtlich, die Verantwortlichen ermitteln und diese haftbar machen oder ihren Anspruch auf eine Gegendarstellung bei einer Tatsachenbehauptung durchsetzen.
Eine weitere typische Pflicht von Journalisten und Redakteuren ist die Sorgfaltspflicht. Journalisten, Redakteure etc. sind verpflichtet, vor der Verbreitung ihrer Nachrichten diese auf Inhalt, Herkunft und Wahrheitsgehalt zu kontrollieren und somit Sorgfalt bei ihrer journalistischen Tätigkeit walten zu lassen. So soll verhindert werden, dass falsche oder strafrechtlich relevante Inhalte veröffentlicht werden.
Außerdem haben Redaktionen, Journalisten etc. das Recht, Auskünfte über ihre Informanten zu verweigern, auch gegenüber Ermittlungsbehörden oder vor Gericht. Dies ist im sogenannten Zeugnisverweigerungsrecht festgelegt. Die Informationsbeschaffung der Journalisten ist somit vor staatlichen Eingriffen geschützt, ein Teil der Pressefreiheit (Art. 5 GG) wird hiermit gewährleistet. Dazu gehört auch, dass Unterlagen von Redaktionen nicht beschlagnahmt werden dürfen. Erst im Februar 2007 wurden der Schutz von Informanten und die Pressefreiheit durch das sog. Cicero-Urteil durch das Bundesverfassungsgericht gestärkt. Näheres zum Zeugnisverweigerungsrecht in dem dazugehörigen Artikel.

## Abgrenzung
Im Unterschied zu den Druckerzeugnissen werden die Neuen Medien gestellt, die heute überwiegend in der digitalisierten Form vorliegen, also beispielsweise CD-ROMs, DVDs, digitale Bücher (E-Book) oder Web-Publikationen. Durch ineinander überführbare Medienformate (vgl. PDF) und deren zunehmend allgemeine Verwendung sind die Übergänge hier jedoch fließend geworden.
In der vom World Wide Web geprägten Medienlandschaft stellt die Druckausgabe häufig noch das Pendant zur elektronischen Zeitschrift, vorab veröffentlichten Artikeln in der Online-Ausgabe einer Zeitschrift und dem Digitalen Buch dar. Zumeist behandelt die Papierausgabe mehr Themen als die Online-Fassung, während die letztere insbesondere für die gedruckten Erzeugnisse des Verlags werben soll. Wegen der für den Druckvorgang und die Distribution benötigten Zeit ist die Druckausgabe in der Regel weniger aktuell, stellt aber für Verlage eine wichtige Einnahmequelle neben den meist durch Internetwerbung und Micropayment erzielten Einnahmen für im Internet veröffentlichte Publikationen dar.
Die dritte Mediengruppe ist die Gruppe der flüchtigen, einmaligen Veröffentlichungen, entweder durch die sogenannten Broadcast-Medien, Veröffentlichungen in Hörfunk und Fernsehen, auch lokal oder im Internet E-Zine oder Blogs, in einem Intranet, oder durch öffentliche Aufführung (Rede, Ausstellung, Theater, Konzert). Öffentlichkeit bedeutet hier, dass es sich nicht nur um eine definierte, in sich ‚geschlossene Gruppe‘ aus Familien-, Firmen-, Organisation- oder Gesellschaftsangehörigen handelt, die Grenzen sind jedoch auch hier unscharf.

## Messen

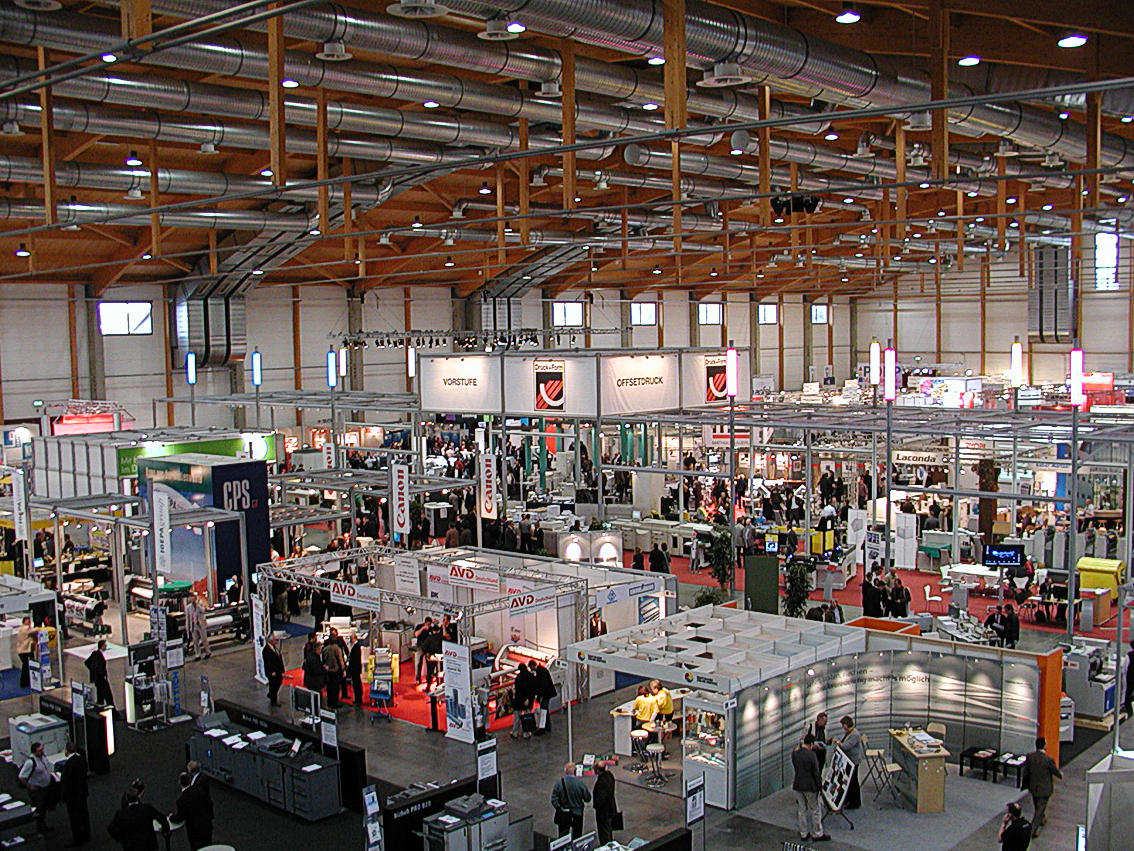
Die Druck & Form

- Drupa in Düsseldorf, die größte Messe findet alle vier Jahre statt
- Frankfurter Buchmesse
- Leipziger Buchmesse
- FESPA
- Druck & Form in Sinsheim, kleine jährliche Lokalmesse